# O Caroline
O Caroline è il brano di apertura di Matching Mole, l'eponimo album di esordio della band britannica di rock progressivo Matching Mole, pubblicato nel 1972.
È una canzone d'amore che il leader della band Robert Wyatt dedica all'amica, artista ed attivista politica Caroline Coon, con la quale aveva avuto una relazione sentimentale dopo il divorzio dalla prima moglie. Viene considerata uno dei suoi capolavori, dove riversa in musica sensibilità d'animo e umanità, esprimendo con struggente dolcezza la malinconia per il rapporto terminato e la speranza che si possa ricomporre.
I testi e la voce sono di Wyatt, che suona anche il mellotron e la batteria, senza gli assoli che l'han reso famoso, mentre la musica ed il piano sono di Dave Sinclair, l'ex tastierista dei Caravan conosciuto come il maestro del tipico modo di suonare le tastiere nel rock di Canterbury. Il sound è tipico delle atmosfere fiabesche dei primi Caravan, e incornicia il resto del disco improntato sulla sperimentazione.
La voce di Wyatt ed il suo dialogo al mellotron con il piano di Sinclair sono l'asse centrale della composizione, con il supporto di Dave MacRae al piano elettrico, Phil Miller alla chitarra e Bill MacCormick al basso. Il brano sfuma nel successivo Instant Pussy, dove la melodia si stempera in una rappresentazione spaziale di uno sperimentalismo avanguardistico, mentre le parole di Wyatt diventano vocalizzi.

## Accoglienza
O Caroline è un oggetto di culto per gli amanti della musica di Canterbury e del rock progressivo in generale e, grazie alla melodia di facile ascolto, si adatta a qualsiasi orecchio musicale. Tra i vari artisti che l'hanno interpretata, vi sono Max Gazzè, nel tributo a Robert Wyatt di vari artisti italiani The Different You - Robert Wyatt e noi, ed i britannici Mirage, che l'hanno registrata durante un concerto dal vivo e pubblicata nell'album Live 14.12.94.
Piero Scaruffi dichiarò:
(Piero Scaruffi su History of Rock)